# Rio Colagne
O rio Colagne é um rio localizado no departamento de Lozère, na França. É afluente do rio Lot pela margem direita, nele confluindo entre Saint-Bonnet-de-Chirac e Le Monastier-Pin-Moriès, e portanto sub-afluente do rio Garona. 
O seu percurso de 58,5 km passa pelas seguintes comunas:
- Arzenc-de-Randon, Pelouse, Le Born, Rieutort-de-Randon, Saint-Amans, Ribennes, Recoules-de-Fumas, Lachamp, Saint-Léger-de-Peyre, Marvejols, Chirac, Saint-Bonnet-de-Chirac, Le Monastier-Pin-Moriès